# Jardins du manoir d'Eyrignac
Os jardins da mansão Eyrignac estão localizados em Salignac-Eyvigues, na Dordogne, no Périgord noir (região da Nova Aquitânia). Receberam o rótulo de Jardim Notável em 2005 e foram incluídos na lista adicional de Monumentos Históricos dos séculos XVII e XVIII desde 1986. Estão localizados não muito longe das Grutas de Lascaux e Sarlat-la-Canéda.